# Joan Oumari
Joan Noureddine Oumari (* 19. August 1988 in Berlin) ist ein ehemaliger deutsch-libanesischer Fußballspieler.

## Karriere

### Karriere in Berlin
Seine Karriere begann der gebürtige Berliner, Sohn aus der libanesischen Hauptstadt Beirut stammender Eltern, beim Stadtteilklub NFC Rot-Weiß Neukölln, wo er einige Jahre im vereinseigenen Nachwuchs eingesetzt wurde. Nach einigen Jahren in der Jugendabteilung wechselte der Defensivakteur in den Jugendbereich der Reinickendorfer Füchse. Dort schaffte er zur Saison 2006/07 den Sprung in die Herrenmannschaft des Vereins, die zu diesem Zeitpunkt noch in der fünftklassigen Verbandsliga Berlin vertreten war. Dabei wurde Oumari gleich in 22 Ligaspielen eingesetzt, wo er auch in einem Spiel zum Torerfolg kam. Am Saisonende reichte es für einen dritten Platz mit deutlichem Abstand hinter Meister Spandau und Tasmania Gropiusstadt. In der Spielzeit 2007/08 etablierte sich Oumari endgültig als Stammspieler der Reinickendorfer Füchse, kam in 31 von 33 Meisterschaftsspielen zum Einsatz und erzielte dabei fünf Tore. Zum Saisonende schaffte er es mit dem Team nach einem starken Titelkampf und der besten Verteidigung der Liga auf den ersten Tabellenplatz und stieg unter der Führung von Christian Backs als Meister in die Oberliga Nordost auf.

### Wechsel nach Potsdam
Noch bevor das Team in die Saison 2008/09 starten konnte, tätigte Joan Oumari zusammen mit seinem älteren Bruder Hassan, der ebenfalls als Stammkraft bei den Füchsen agierte, einen Wechsel in die Regionalliga zum SV Babelsberg 03. Mitte Juni 2008 unterschrieb das Bruderpaar jeweils einen Vertrag bis zum 30. Juni 2010, wobei nur Joan Oumari im Laufe dieser Zeit seinen Vertrag verlängerte. Bei Trainer Dietmar Demuth fiel Joan Oumari vor allem durch seinen „unheimlichen Einsatz, Kampf, aber für das Alter auch Abgeklärtheit und Übersicht“ auf. Während sein älterer Bruder nur sporadisch zum Einsatz kam, agierte Joan Oumari in etwa der Hälfte der Saisonspiele, zumeist als Einwechselspieler. Noch im Jahre 2008 wurde er in die U-21-Auswahlmannschaft Brandenburgs geholt. Außerdem war er in dieser Spielzeit beim Finalspiel des Brandenburgischen Landespokals gegen den SV Germania 90 Schöneiche im Einsatz, das die Potsdamer mit 1:0 für sich entschieden. Es war der sechste Gewinn des Landespokals in der Vereinsgeschichte.
Auch in der Saison 2009/10 konnte sich Oumari beim Tabellendritten der vorhergegangenen Spielzeit nicht endgültig durchsetzen und verzeichnete bis zum Saisonende nur elf Ligaeinsätze. Seine wohl beste Leistung brachte er dabei am 5. März 2010 beim 3:0-Heimerfolg über den ZFC Meuselwitz, wo er zwei Torvorlagen gab und am Ende der Begegnung zum eigentlichen „Gewinner des Spiels“ erklärt wurde. Im Endklassement rangierte Oumari mit dem Team auf dem ersten Platz und hatte zudem auch noch die beste Verteidigung in der Liga, da man nur 18 Gegentreffer hinnehmen musste. Mit der Mannschaft schaffte er dadurch den Aufstieg in die 3. Liga, der dritthöchsten Liga im deutschen Fußball. Dort avancierte der Defensivakteur plötzlich zum Stammspieler und dies ausgerechnet im Profibereich. Obwohl er in der Anfangsphase der Spielzeit 2010/11 fehlte und am 5. Spieltag gegen Aalen aus dem Spieltagsaufgebot gestrichen wurde, weil er zu spät eingetroffen war, etablierte er sich ab dem 8. Spieltag in der Mannschaft. Zunächst Linksverteidiger, rückte der rustikal spielende Oumari später an die Seite von Abwehrchef Marcus Hoffmann in die Innenverteidigung. Als sich Hoffmann Anfang März 2011 den Mittelfuß brach, übernahm Oumari, dessen Stärken vor allem in seiner Schnelligkeit und im Zweikampf liegen, dessen Führungsrolle.

### Erfurt und Frankfurt
Im Mai 2011 gab Rot-Weiß Erfurt bekannt, dass Oumari ab 1. Juli 2011 für die nächsten zwei Jahre in der thüringischen Landeshauptstadt spielen werde. In seiner ersten Saison übernahm er sofort einen Stammplatz in der Innenverteidigung und war am Ende 29 Mal im Einsatz gewesen. Nach einem weiteren Jahr in der Drittklassigkeit schaffte Oumari den Sprung in die zweite Liga. Er wechselte im Sommer 2013 zum FSV Frankfurt.

### Sivasspor
In der Winterpause der Saison 2015/16 wechselte Oumari zum türkischen Klub Sivasspor. Sein erstes Spiel für den Klub bestritt er am 16. Januar 2016, als er bei der 1:3-Auswärtsniederlage gegen Galatasaray Istanbul in der Startelf stand. In seinem letzten Saisonspiel erzielte Oumari am 19. Mai 2016 beim 2:2-Unentschieden gegen Fenerbahçe Istanbul ein Tor, doch das Unentschieden reichte nicht aus, um den Abstieg seines Teams in die TFF 1. Lig des türkischen Fußballverbands zu verhindern. In seiner ersten Saison in der Süper Lig absolvierte Oumari insgesamt 17 Spiele. In seinen sechs Monaten in der TFF First League bestritt Oumari 13 Ligaspiele und erzielte am 10. Dezember 2016 gegen Göztepe Izmir ein Tor.

### Al-Nasr Sports Club
Bereits am 3. Januar 2017 wechselte Oumari für zweieinhalb Jahre an den al-Nasr Sports Club in der Profiliga der Vereinigten Arabischen Emirate. In seinen ersten beiden Spielzeiten dort bestritt er 32 Ligaspiele. Im August 2018 wurde Oumari für ein halbes Jahr an den japanischen Verein Sagan Tosu ausgeliehen, womit er der erste libanesische Spieler wurde, der in der J1 League spielte. Sein erstes und einziges Tor für den Verein erzielte er am 20. Oktober 2018 beim 2:3-Auswärtssieg gegen Vegalta Sendai. Oumari bestritt insgesamt 11 Ligaspiele für den Verein. Nach seiner Rückkehr zu al-Nasr bestritt Oumari in der Saison 2018/19 neun Ligaspiele sowie ein Pokalspiel. Außerdem debütierte er in der AFC Champions League, wo er in der Playoff-Runde 2019 gegen Paxtakor Taschkent spielte.

### Vissel Kōbe
Der J1-Ligist Vissel Kōbe gab am 23. Juli 2019 die Verpflichtung von Oumari als ablösefreien Spieler bekannt. Sein Vereinsdebüt gab er am 17. August 2019 bei einem 3:0-Heimsieg gegen die Urawa Red Diamonds. Sein einziges Tor für Vissel Kōbe erzielte er am 19. Oktober 2019 bei der 1:3-Heimniederlage gegen seinen späteren Verein FC Tokyo. Oumari beendete die Saison 2019 mit einem Tor bei vier Liga-Einsätzen. Außerdem nahm er einmal am Kaiserpokal 2019 teil, den er beim 2:0-Finalsieg seiner Mannschaft gegen die Kashima Antlers gewann.

### FC Tokyo
Am 10. Januar 2020 schloss sich Oumari dem J1-Liga-Vizemeister FC Tokyo an. Sein Vereins-Debüt in dieser Liga gab er am 12. Juli 2020, als er beim 3:1-Auswärtssieg gegen Yokohama F. Marinos eingewechselt wurde. Sein Debüt in Startformation gab Oumari zwei Spieltage später, am 22. Juli, beim 1:1-Unentschieden gegen Hokkaido Consadole Sapporo. Am 10. Oktober verlor Oumari im Spiel gegen Gamba Osaka bei einem Kopfballduell einen Zahn. Sein erstes Tor erzielte Oumari am 19. Dezember am letzten Spieltag der J1 League 2020, als er gegen seinen ehemaligen Verein Vissel Kōbe den einzigen Treffer des Spiels erzielte.
Am 4. Januar 2021 trug Oumari im Finale des J.League Cup 2020 zum 2:1-Sieg des FC Tokyo gegen Kashiwa Reysol bei. Er beendete die Saison mit 19 Spielen: 12 in der Liga, eines im Ligapokal und sechs in der AFC Champions League. Am 10. Februar 2021 wurde Oumaris Vertrag um ein weiteres Jahr verlängert.
Sein erstes Tor in der Saison 2021 erzielte Oumari am 25. August 2021 mit einem Kopfballtor beim 2:1-Sieg gegen Vegalta Sendai. Er verließ den Verein am 5. Dezember 2021, nachdem sein Vertrag ausgelaufen war.

### Rückkehr zu Sagan Tosu
Nachdem Oumaris Vertrag beim FC Tokyo ausgelaufen war, nahm Sagan Tosu ihn am 25. Februar 2022 ablösefrei unter Vertrag. Nach nur einem Ligaspiel und drei Pokalspielen löste Oumari seinen Vertrag mit Sagan Tosu am 21. August 2022 im gegenseitigen Einvernehmen auf. Seitdem ist der Abwehrspieler vereinslos, so das von seinem Karriereende auszugehen ist.

## Nationalmannschaft
Joan Oumari gab am 7. September 2013 sein Debüt für die libanesische A-Nationalmannschaft unter Trainer Giuseppe Giannini in einem Freundschaftsspiel gegen Syrien. Er wurde in der 55. Minute für Bilal El Najjarine eingewechselt und erhielt sieben Minuten später wegen eines Foulspiels die Rote Karte. Damit schloss Giannini Oumari aus der Nationalmannschaft aus.
Sein erstes Tor für den Libanon erzielte Oumari am 12. November 2015 mit einem 30-Meter-Volleyschuss gegen Laos in der Qualifikation zur Fußball-Weltmeisterschaft 2018. Sein zweites Tor erzielte er fünf Tage später mit einem Kopfballtreffer beim 1:0-Freundschaftsspielsieg gegen Nordmazedonien. Im Dezember 2018 wurde er in den Kader für die Fußball-Asienmeisterschaft 2019 berufen. In allen drei Spielen der Gruppenphase spielte er die gesamten 90 Minuten durch, allerdings konnte der Libanon die K.o.-Runde des Turniers nicht erreichen.
Am 5. September 2019 gab der Fédération Libanaise de Football Association (LFA) bekannt, dass Oumari auf unbestimmte Zeit aus der Nationalmannschaft ausgeschlossen wurde, da er zusammen mit seinem Teamkollegen Bassel Jradi eine Berufung für das Qualifikationsspiel zur Fußball-Weltmeisterschaft 2022 gegen Nordkorea verweigert hatte. Nach einer Entschuldigung, in der er seine Gründe für die Verweigerung der Berufung darlegte, hob der LFA den Ausschluss auf, und Oumari wurde am 19. September 2019 wieder in die Nationalmannschaft berufen.
Am 5. Juni 2021 erzielte Oumari beim 3:2-Sieg des Libanon im Qualifikationsspiel zur Weltmeisterschaft 2022 gegen Sri Lanka zwei Tore, darunter einen Fallrückzieher. Für seine Leistung wurde er von der Asian Football Confederation zum Westasien-Spieler des Monats Juni gewählt.

## Erfolge
Reinickendorfer Füchse
- Verbandsligameister Berlin und Aufstieg in die Oberliga Nordost: 2008

SV Babelsberg 03
- U-21-Auswahlspieler Brandenburgs: 2008
- Brandenburgischer Landespokalsieger: 2009, 2010, 2011
- Regionalligameister und Aufstieg in die 3. Liga: 2010

Vissel Kobe
- Japanischer Pokalsieger: 2019

FC Tokyo
- Japanischer Ligapokalsieger: 2020

## Sonstiges
Sein älterer Bruder Hassan Oumari (* 1986) ist ebenfalls als Fußballspieler aktiv und steht momentan beim Oberligisten CFC Hertha 06 unter Vertrag. Im Februar 2016 bestritt er zwei Länderspiele für die libanesische A-Nationalmannschaft.